# Diphyidae
Diphyidae es una familia de sifonóforos perteneciente al grupo Calycophorae, al cual también pertenecen Hippopodidae, Prayidae, Sphaeronectidae, Abylidae y Clausophyidae. Diphyidae es la familia con mayor número de especies y es la más abundante en términos de biomasa, por lo menos, en aguas superficiales. La fase poligástrica se caracteriza por la presencia de uno o dos nectóforos, denominados anterior y posterior, salvo el caso de Sulculeolarinae, el nectóforo larval es caduco. La fase reproductiva, o eudoxia, lleva una vida independiente de la colonia poligástrica, aunque esto puede no ser cierto en el caso de la subfamilia Sulculeolarinae.

## Especies válidas
La familia Diphyidae fue dividida en 2 subfamilias por Totton en su monografía: Sulculeolarinae y Diphyinae. No obstante, Pugh & Pagès agregaron la subfamilia Gilinae al considerar Lensia reticulata como una especie con características tan distintivas para agregar un nuevo género e incluso una nueva subfamilia, principalmente por la ramificación del filocisto de la bráctea, aunque reconocen que análisis moleculares son requeridos.

## Subfamilias
Subfamilia Sulculeolarinae
Género Sulculeolaria
Sulculeolaria biloba (Sars, 1846)
Sulculeolaria chuni (Lens & van Riemsdijk, 1908)
Sulculeolaria monoica (Chun, 1888)
Sulculeolaria quadrivalvis Blainville, 1834
Sulculeolaria turgida (Gegenbaur, 1834)
Subfamilia Diphyinae
Género Lensia
Lensia achilles Totton, 1941
Lensia ajax Totton, 1941
Lensia asymmetrica Stepanjants, 1970
Lensia campanella (Moser, 1925)
Lensia cossack Totton, 1941
Lensia challengeri Totton, 1954
Lensia conoidea (Keferstein & Ehlers, 1860)
Lensia exeter Totton, 1941
Lensia fowleri (Bigelow, 1911)
Lensia grimaldi Leloup, 1933
Lensia hardy Totton, 1941
Lensia havock Totton, 1941
Lensia hostile Totton, 1941
Lensia hotspur Totton, 1941
Lensia hunter Totton, 1941
Lensia lelouveteau Totton, 1941
Lensia multicristata (Moser, 1925)
Lensia pannikari Daniel, 1970
Lensia quadriculata Pagès et al. 2006
Lensia subtilis (Chun, 1886)
Lensia subtiloides Lens $ van Riemsdijk, 1908
Género Dimophyes
Dimophyes arctica (Chun, 1897)
Género Diphyes
Diphyes antarctica Moser, 1925
Diphyes bojani (Eschscholtz, 1829)
Diphyes chamissonis Huxley, 1859
Diphyes dispar Chamisso & Eysenhardt, 1821
Género Chelophyes
Chelophyes appendiculata Eschscholtz, 1829
Chelophyes contorta Lens & van Riemsdijk, 1908
Género Eudoxoides
Eudoxoides mitra (Huxley, 1859)
Eudoxoides spiralis (Bigelow, 1911)
Género Muggiaea
Muggiaea atlantica Cunningham, 1892
Muggiaea bergmannae Totton, 19554
Muggiaea delsmani Totton, 1954
Muggiaea kochi (Will, 1844)
Subfamilia Giliinae
Género Gilia
Gilia reticulata (Totton, 1954)

## Nomen dubium
Sulculeolaria bigelowi (Sars, 1950)
Sucluleolaria xihaensis Hong & Zhang, 1981
Lensia canopusi Stepanjants, 1970
Lensia multilobata Rengarajan, 1973
Lensia nagabhushanami Daniel, 1970
Lensia tiwari Daniel, 1971
Muggiaea cantabrica Alcázar, 1982